# حكيم أباد (تشناران)
حكيم‌ أباد (بالفارسية: حکیم‌آباد) هي قرية تقع في قسم بيزكي الريفي (مقاطعة تشناران) في إيران. يقدر عدد سكانها بـ 43 نسمة .